# Adolphe Adam
Adolphe Charles Adam (24 de juliol de 1803 - 3 de maig de 1856) fou un compositor, pianista i crític de música francès. Avui és sobretot conegut pels seus ballets Giselle (1844) i Le Corsaire (1856, el seu darrer treball), per les seves 39 òperes, incloent-hi Le Postillon de Lonjumeau (1836) i Si j'étais roi (1852), i la seva nadala Minuit, chrétiens (1847).

## Biografia
Adam naixia a París, on el seu pare Louis Adam (1758-1848) era pianista, compositor i professor al Conservatori. La seva mare era filla d'un metge. De nen, Adolphe Adam preferia improvisar la seva pròpia música abans que estudiar música seriosament. Ingressà al Conservatori de París el 1821 on estudiava orgue i harmonia amb el cèlebre compositor d'òpera François Adrien Boieldieu, que fou qui el va orientar cap a l'opéra-comique i una manera d'entendre la música que la fes propera al públic. Adam també tocava el triangle a l'orquestra del Conservatori per aconseguir experiència en ritme i lectura (moltes de les seves composicions exploten molt l'ús del triangle). Tanmateix, en no guanyar el Premi de Roma, el seu pare no l'animà a seguir en la carrera de música.
Abans dels 20 anys, va escriure cançons per a cases de vodevil de París i tocava en l'orquestra del Gymnasie Dramatique, on més tard es convertiria en mestre de cor. Com molts altres compositors francesos, es guanyava la vida en gran part tocant l'orgue.
El 1825, ajudà Boieldieu en la composició de La Dame blanche i en feia una versió per a piano. Podia viatjar a través d'Europa amb els diners que guanyava, i va conèixer Eugène Scribe, amb qui més tard va col·laborar, a Ginebra.
La seva carrera fou repleta d'èxits, el primer dels quals, Le Chalet (1834), va tenir més de mil representacions a l'Opéra-Comique durant els següents quaranta anys.
Després de barallar-se amb el director de l'Opéra, Adam invertí els seus diners i s'endeutà considerablement per obrir una tercera òpera a París: el Théâtre National. Obria el 1847, però havia de ser tancat per culpa de la Revolució de 1848, deixant Adam amb deutes aclaparadors. Per tirar endavant, breument va exercir de periodista. Des de 1849 fins a la seva mort, va ensenyar composició al Conservatori de París, on tingué entre d'altres alumnes al seu compatriota Ferdinand Poise i al portugués Guilherme Cossoul.
La seva nadala Cant de Nadal (Minuit, chrétiens o Cantique de Noël) més coneguda pel seu títol en anglès O Holy Night, s'ha convertit en una de les favorites a tot el món.
Adolphe Adam moria a París i va ser enterrat al cementiri de Montmartre.

## Obres principals
- Ballets :

La Chatte blanche (1830)
Faust (1833)
La Fille du Danube (1836)
Les Mohicans (1837)
L'Écumeur des mers (1840)
Les Hamadryades (1840)
Giselle ou les Willis estrenada a París el 28 de juny de 1841, per la ballarina Carlotta Grisi.
La jolie Fille de Gand (1842)
Le Diable à quatre (1843)
La Fille de marbre (1845)
Griseldis ou Les Cinq Sens (1848)
Le Filleule des fées (1849)
Orfa (1852)
Le Corsaire (1856)
- Òperes :

Le Mal du pays ou La Bâtelière de Brientz (1827)
Le Jeune Propriétaire et le vieux fermier (1829)
Pierre et Catherine (1829)
Danilowa (1830), estrenada per la soprano francesa Alphonsine-Virginie-Marie Dubois.
Les Trois Catherine (1830)
Trois Jours en une heure (1830)
Joséphine ou Le Retour de Wagram (1830)
Le Morceau d'ensemble (1831)
Le Grand Prix ou Le Voyage à frais communs (1831)
Casimir ou Le Premier Tête-à-tête (1831)
His First Campaign (1832)
The Dark Diamond (1832)
Le Proscrit ou Le Tribunal (1833) estrenada per la soprano francesa Alphonsine-Virginie-Marie Dubois.
Une Bonne Fortune (1834)
Le Chalet (1834)
La Marquise (1835)
Micheline ou L'Heure de l'esprit (1835)
Le Postillon de Lonjumeau (1836)
Le Fidèle Berger (1838)
Le Brasseur de Preston (1838)
Régine ou Les Deux Nuits (1839)
La Reine d'un jour (1839)
La Rose de Péronne (1840)
La Main de fer ou Un mariage secret (1841)
Le Roi d'Yvetôt (1842)
Lambert Simnel (1843)
Cagliostro (1844)
Richard en Palestine (1844)
La Bouquetière (1847)
Les Premiers Pas ou Les Deux Génies ou Les Mémoires de la blanchisseuse (1847)
Le Toréador ou L'Accord parfait (1849)
Le Fanal (1849)
Giralda ou La Nouvelle Psyché (1850)
Le Farfadet (1852)
La Poupée de Nuremberg (1852)
Si j'étais roi (1852)
Le Sourd ou L'Auberge pleine (1853)
Le Roi des halles (1853)
Le Bijou perdu (1853)
Le Muletier de Tolède (1854)
À Clichy, épisode de la vie d'un artiste (1854)
Mam'zelle Geneviève (1856)
Falstaff (1856)
Les Pantins de Violette (1856)